# Detroit Tigers
Detroit Tigers er et amerikansk baseballhold fra Detroit, Michigan, der spiller i MLB-ligaen. Tigers hører hjemme i Central Division i American League og spiller sine hjemmekampe på Comerica Park.
Tigers blev stiftet i 1894, og har siden da været Detroits hold i MLB-ligaen. Klubben har fire gange, i 1935, 1945, 1968 og 1984 vundet World Series, ligaens finaleserie.